# Capelle-Beaudignies Road Cemetery
Capelle-Beaudignies Road Cemetery is een Britse militaire begraafplaats met gesneuvelden uit de Eerste Wereldoorlog, gelegen in het Franse dorp Capelle (Noorderdepartement). De begraafplaats werd ontworpen door William Cowlishaw en ligt 1.300 meter ten zuidoosten van het dorpscentrum (kerk) langs de weg van Capelle naar Beaudignies. Het terrein heeft een rechthoekig grondplan met een oppervlakte van 333 m² en is begrensd door een bakstenen muur. Ze ligt iets hoger dan het straatniveau en kan via treden in beide hoeken aan de voorzijde betreden worden. Het Cross of Sacrifice staat centraal aan de voorkant. De begraafplaats wordt onderhouden door de Commonwealth War Graves Commission. 
Er worden 55 doden herdacht.

## Geschiedenis
De begraafplaats werd door de 3rd Division in oktober 1918 gestart na de verovering van het dorp. Er liggen 55 Britten begraven waarvan er 2 niet meer geïdentificeerd konden worden. Elf Duitse graven werden later naar elders overgebracht.

## Onderscheiden militairen
- sergeant John Nixon McCulloch en de kanonniers Herbert Smith en Thomas Smith, alle drie dienend bij de Royal Field Artillery werden onderscheiden met de Military Medal (MM).